# Квинт Муций (трибун 133 пр.н.е.)
Квинт Муций (на латински: Quintus Mucius; Minucius; Mummius) е политик на Римската република през втората половина на 2 век пр.н.е. Произлиза от фамилията Муции.
През 133 пр.н.е. той е народен трибун с колеги Тиберий Семпроний Гракх, Рубрий Публий Сатурей и Марк Октавий.
Консулите тази година са Публий Муций Сцевола и Луций Калпурний Пизон Фруги.